# Crossac
Crossac is een gemeente in het Franse departement Loire-Atlantique (regio Pays de la Loire). De plaats maakt deel uit van het arrondissement Saint-Nazaire. Crossac telde op 1 januari 2022 2.985 inwoners.

## Geografie
De oppervlakte van Crossac bedroeg op 1 januari 2022 25,85 vierkante kilometer; de bevolkingsdichtheid was toen 115,5 inwoners per km².

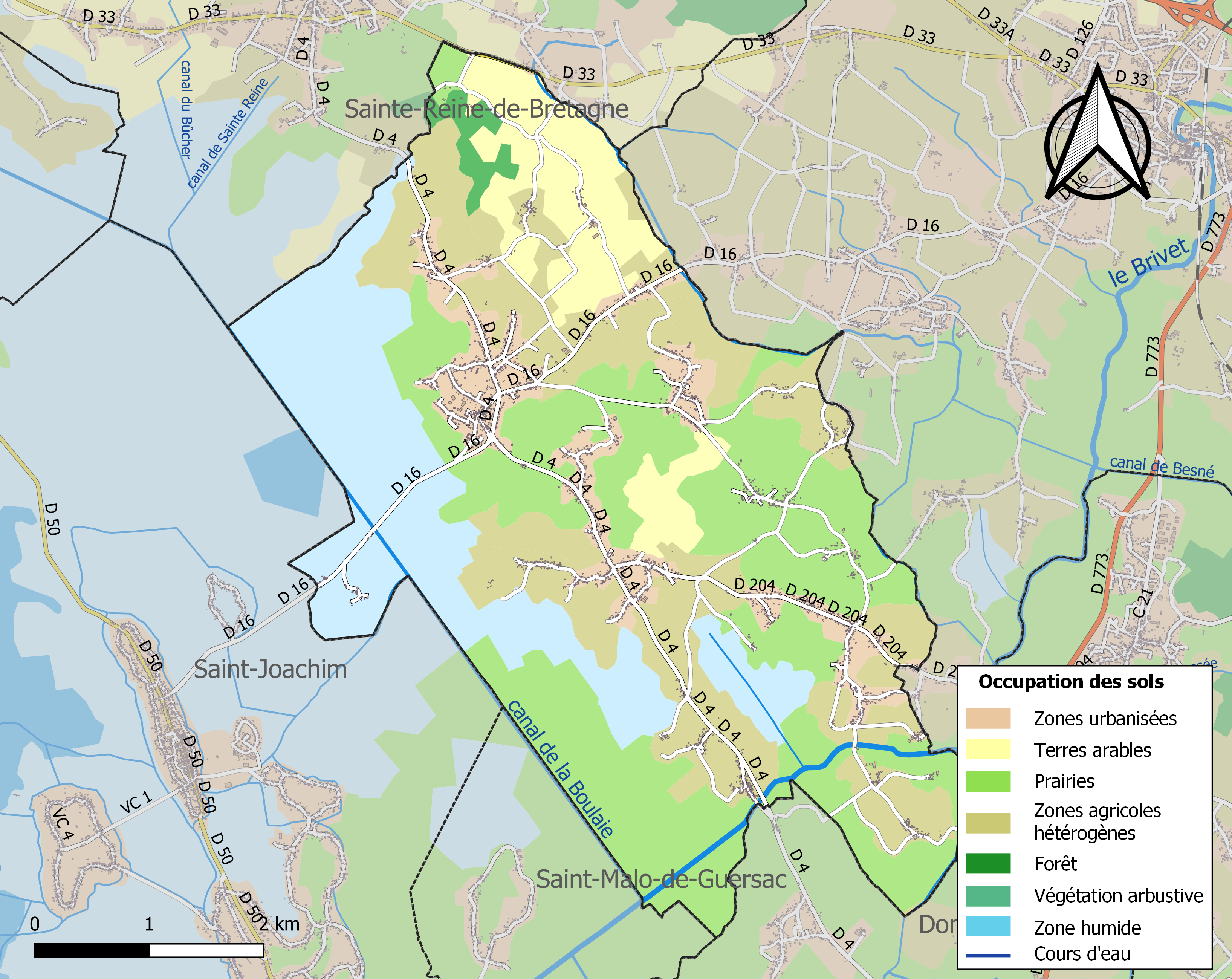
Kaart van de gemeente met de belangrijkste infrastructuur, bodemgebruik en omliggende gemeenten

## Demografie
Onderstaande figuur toont het verloop van het inwonertal (bron: INSEE-tellingen).